# Diplotropis castanea
Diplotropis castanea är en skalbaggsart som beskrevs av Fahraeus 1857. Diplotropis castanea ingår i släktet Diplotropis och familjen Melolonthidae. Inga underarter finns listade i Catalogue of Life.